# Potok Wielki (Sainte-Croix)
Pour les articles homonymes, voir Potok Wielki.
Potok Wielki est une localité polonaise de la gmina et du powiat de Jędrzejów en voïvodie de Sainte-Croix.